# 3796 Лене
3796 Лене (3796 Lene) — астероїд головного поясу, відкритий 6 грудня 1986 року.
Тіссеранів параметр щодо Юпітера — 3,344.